# Блумс, Янис Павлович
Янис Павлович Блумс — советский хозяйственный, государственный и политический деятель, Герой Социалистического Труда.

## Биография
Родился в 1927 году на территории независимой Латвии. Член КПСС.
С 1951 года — на хозяйственной, общественной и политической работе. В 1951—2000 гг. — крестьянин, агроном, председатель колхоза «Яунайс комунарс» Салдусского района Латвийской ССР. 
Указом Президиума Верховного Совета СССР от 5 декабря 1985 года присвоено звание Героя Социалистического Труда с вручением ордена Ленина и золотой медали «Серп и Молот».
Избирался депутатом Верховного Совета Латвийской ССР 11-го созыва.
Живёт в Латвии.